# Échay
Échay település Franciaországban, Doubs megyében. Lakosainak száma 115 fő (2022. január 1.). Échay Myon, Cussey-sur-Lison és Le Val községekkel határos.

## Népesség
A település népességének változása:
| Lakosok száma | 63   | 75   | 76   | 96   | 129  | 128  | 129  | 131  | 125  | 115  |
|               | 1968 | 1982 | 1990 | 2006 | 2013 | 2015 | 2017 | 2019 | 2020 | 2022 |